# 洛氏結耙非鯽
洛氏結耙非鯽，為輻鰭魚綱鱸形目隆頭魚亞目慈鯛科的其中一種，被IUCN列為極危保育類動物，分布於非洲喀麥隆Barombi-ba-Kotto湖流域，體長可達8.1公分，棲息在底中層水域，生活習性不明。

## 擴展閱讀
維基物種上的相關：洛氏結耙非鯽